# Leptothorax wroughtonii
Leptothorax wroughtonii är en myrart som beskrevs av Auguste-Henri Forel 1904. Leptothorax wroughtonii ingår i släktet smalmyror, och familjen myror. Inga underarter finns listade i Catalogue of Life.